# Labidus auropubens
Labidus auropubens is een mierensoort uit de onderfamilie van de Ecitoninae. De wetenschappelijke naam van de soort is voor het eerst geldig gepubliceerd in 1920 door Santschi.